# تجمع ربوت (رماة)

تعديل مصدري - تعديل

تجمع ربوت هي إحدى قرى عزلة رماة بمديرية رماة التابعة لمحافظة حضرموت، بلغ تعداد سكانها 47 نسمة حسب تعداد اليمن لعام 2004.